# Dies de transició
Dies de transició és una sèrie documental produïda per Televisió de Catalunya i dirigida per Francesc Escribano, sobre el període de la transició política a Catalunya. Estrenada el març de 2004, està formada per setze capítols de mitja hora de duració aproximadament. La sèrie tracta els esdeveniments claus del tardofranquisme, com l'execució de Puig Antich i Heinz Chez, la detenció dels 113 de l'Assemblea de Catalunya, la celebració del Canet Rock'75 o la mort del general Francisco Franco, fins a arribar a la recuperació de la democràcia amb la celebració de les primeres eleccions democràtiques a Espanya, la recuperació del català o el cop d'estat del 23F. Els capítols inclouen entrevistes amb els principals testimonis dels fets, així com imatges d'arxius de Televisió Espanyola, televisions estrangeres i arxius personals, algunes d'elles inèdites. Emesa en horari de màxima audiència, la sèrie aconseguí notables índexs d'audiència al voltant del 20,0%.

## Llista d'episodis
La següent llista inclou els setze episodis que formen la sèrie documental emesa durant la primavera i l'estiu de 2004. Fou remesa durant la tardor de 2005, aconseguint també notables índexs d'audiència, i posteriorment, editada en DVD.
| # | Títol                                                           | Direcció           | Guió                               | Data d'estrena      | refs.          |
| --- | --------------------------------------------------------------- | ------------------ | ---------------------------------- | ------------------- | -------------- |
| 1 | «Dotze hores de vida»                                           | Francesc Escribano | Fúlvia Nicolàs i Joan Pavia        | 22 de març de 2004  | [ 5 ]          |
| Relat de les últimes hores de Salvador Puig Antich, condemnat per la mort d'un policia i executat per garrot vil a la presó Model de Barcelona el 2 de març de 1974. El mateix dia que Heinz Chez, considerat un apàtrida polonès, és executat a la presó de Tarragona i del qual se'n desvela la seva autèntica identitat. |                                                                 |                    |                                    |                     |                |
| 2 | «La detenció dels 113: l'Assemblea de Catalunya»                | Francesc Escribano | Núria Castejón i Joe Peire         | 29 de març de 2004  | [ 6 ]          |
| El 28 d'octubre de 1973 uns 150 membres de l'Assemblea de Catalunya es van reunir de forma clandestina a l'església de Santa Maria Mitjancera de Barcelona. La policia va irrompre dins la reunió i va detenir 113 persones. La detenció va provocar una gran mobilització ciutadana en suport als detinguts i una campanya de solidaritat de ressò internacional. |                                                                 |                    |                                    |                     |                |
| 3 | «12 hores de música i follia»                                   | Francesc Escribano | Fúlvia Nicolàs i Joan Pavia        | 5 d'abril de 2004   | [ 7 ]          |
| Tot i el control de les autoritats franquistes, l'estiu de 1975 quaranta mil joves van congregar-se al Pla d'en Sala, a Canet de Mar per participar en la primera edició del Canet Rock, un concert a l'aire lliure amb artistes de totes les tendències musicals d'aleshores. |                                                                 |                    |                                    |                     |                |
| 4 | «20-N: la mort de Franco (1a part: L'agonia)»                   | Francesc Escribano | Xavi Garcia i Helena Rodríguez     | 12 d'abril de 2004  | [ 8 ]          |
| Després de 39 anys de dictadura, el general Franco mor després d'una llarga agonia el 20 de novembre de 1975. L'episodi mostra les incerteses del futur a traves dels testimonis d'aquell final d'etapa. |                                                                 |                    |                                    |                     |                |
| 5 | «20-N: La mort de Franco (2a part)»                             | Francesc Escribano | Xavi Garcia i Helena Rodríguez     | 19 d'abril de 2004  | [ 9 ]          |
| 6 | «La lluita obrera: Història d'una vaga»                         | Francesc Escribano | Fulvia Nicolàs i Joan Pavia        | 26 d'abril de 2004  | [ 10 ]         |
| Després de tres mesos i mig, el 22 de febrer de 1976 acabà la vaga més llarga a Catalunya des de la Guerra Civil. Encara que la vaga no estava autoritzada, els obrers de l'empresa LAFORSA de Cornellà de Llobregat, convocaren la vaga en solidaritat per l'acomiadament d'un treballador. Tot i la intransigència de l'empresa, els treballadors reberen molta solidaritat de la societat catalana, arribant al punt que, segons un militar de l'època, les dues preocupacions de l'Estat eren ETA i Cornellà. |                                                                 |                    |                                    |                     |                |
| 7 | «Febrer del 76: Les manifestacions per l'amnistia»              | Francesc Escribano | Xavi Garcia i Helena Rodríguez     | 3 de maig de 2004   | [ 11 ]         |
| L'1 de febrer de 1976 es convocà una de les primeres manifestacions per demanar l'amnistia per als sis-cents presos polítics que restaven a les presons espanyoles. El capítol recull el testimoni de nombrosos participants de la manifestació, així com la cobertura que va rebre per part de mitjans de comunicació internacionals. |                                                                 |                    |                                    |                     |                |
| 8 | «La fuga de Segòvia»                                            | Francesc Escribano | Xavi Garcia i Helena Rodríguez     | 10 de maig de 2004  | [ 12 ]         |
| El 5 d'abril de 1976 vint-i-nou presos polítics es fugaren de la presó de Segovia per un túnel excavat des dels lavabos. És considerada com una de les fugues massives més recordades a l'Estat espanyol. |                                                                 |                    |                                    |                     |                |
| 9 | «El 'cas Huertas' i la lluita per la llibertat d'expressió»     | Francesc Escribano | Fúlvia Nicolàs i Joan Pavia        | 17 de maig de 2004  | [ 13 ]         |
| El juny de 1975 el periodista Josep M. Huertas publicà un article al diari TeleXprés sobre la vida sexual dels barcelonins entre 1920 i 1970. Escrigué que alguns meublés els regentaven vídues de militars, fet que irrità a l'exèrcit. Huertas fou jutjat en un consell de guerra i fou tancat a la presó Model. El seu empresonament provocà la primera vaga de premsa des del final de la Guerra Civil. |                                                                 |                    |                                    |                     |                |
| 10 | «El despertar de les dones: La lluita feminista»                | Francesc Escribano | Núria Castejón i Joan Albert Lluch | 24 de maig de 2004  | Sense anunciar |
| 11 | «Marisol en portada»                                            | Francesc Escribano | Sense determinar                   | 31 de maig de 2004  | Sense anunciar |
| 12 | «Juny 77: Primeres eleccions democràtiques»                     | Francesc Escribano | Núria Castejón i Joe Peire         | 7 de juny de 2004   | Sense anunciar |
| 13 | «El retorn de l'exili i la recuperació de la memòria històrica» | Francesc Escribano | Fúlvia Nicolàs i Joan Pavia        | 14 de juny de 2004  | Sense anunciar |
| 14 | «La recuperació del català»                                     | Francesc Escribano | Sense determinar                   | 28 de juny de 2004  | [ 14 ]         |
| 15 | «El 23-F a Catalunya»                                           | Francesc Escribano | Núria Castejón i Joan Albert Lluch | 5 de juliol de 2004 | [ 15 ]         |